# Братья (повесть)
Братья (укр. Брати ) — повесть украинского публициста, поэта и драматурга Ивана Микитенко, написанная в 1927 году, стала заметным явлением в украинской прозе 20-х годов XX века, произведение неоднократно переиздавалось и переводилось. 
Автором изображена тема смычки города и села, показаны судьбы украинских крестьян, в том числе и ставших рабочими. Образы главных героев повести символизированы – это не просто рабочий и крестьянин, а родные братья, хоть и совсем разные, но единая семья.
Издание, вышедшее в 1934 году, несколько отличается от предыдущих, автором были дописаны отдельные сцены и диалоги, внесены правки в соответствии с требованиями соцреализма, в частности изменена и концовка произведения.